# Ruddy Zang Milama
Ruddy Zang Milama (Port-Gentil; 6 de junio de 1987) es una atleta gabonesa especializada en la prueba de 60 m, en la que consiguió ser medallista de bronce mundial en pista cubierta en 2010.

## Carrera deportiva
En el Campeonato Mundial de Atletismo en Pista Cubierta de 2010 ganó la medalla de bronce en los 60 metros, llegando a meta en un tiempo de 7014 segundos, tras la jamaicana Veronica Campbell-Brown (oro con 7.00 segundos), la estadounidense Carmelita Jeter (plata con 7.05 segundos) y empatada con la también jamaicana Sheri-Ann Brooks.